# Simulium roraimense
Simulium roraimense es una especie de insecto del género Simulium, familia Simuliidae, orden Diptera.
Fue descrita científicamente por Nunes de Mello, 1974.